# 四棵树乡 (南召县)
四棵树乡，是中华人民共和国河南省南阳市南召县下辖的一个乡镇级行政单位。

## 行政区划
四棵树乡下辖以下地区：
张才沟村、华庄村、王营村、黄土嘴村、三岔口村、神仙崖村、白草垛村、二郎船村、麦仁店村、青杠扒村、和平沟村、大柳树村、北大河村、五垛村、大石窑村、炉院村、高峰庵村、磙子坪村、疙瘩坡村、瓦渣岭村、雁门村、龙洞村、白草湾村、四棵树村和盆窑村。